# Romet RM-125
Romet RM-125 – motocykl sprzedawany w Polsce od 2007 roku pod marką Romet.

## Historia modelu
Romet RM-125 jest najprostszym i najtańszym modelem z rodziny 125. Od pobratymców odróżnia go posiadanie tylko hamulców bębnowych oraz brak owiewek. Motor jest malowany tylko przy pomocy czarnego lub srebrnego lakieru.

## Dane techniczne
- Wymiary: 1950 mm x 750 mm x 1030 mm,
- Masa pojazdu gotowego do jazdy: 115 kg,
- Dopuszczalna ładowność: 150 kg,
- Silnik: czterosuwowy, jednocylindrowy, chłodzony powietrzem,
- Pojemność: 124 cm³,
- Moc maksymalna: 7,5 kW (10,3 KM) przy 8500 obr./min.,
- Rozruch: elektryczny, nożny,
- Zapłon: elektroniczny CDI,
- Przeniesienie napędu: łańcuch,
- Prędkość maksymalna: 90 km/h,
- Pojemność zbiornika paliwa: 14 l, (12l-+1l model 2014)
- Hamulec przód/tył: bębnowy(tarczowy w modelu 2014)/bębnowy,
- Opony przód/tył: 2,5-18 / 3,0-18,
- Amortyzator przód/tył: podwójny,
- Wyposażenie dodatkowe: kufry boczne, szyba ochronna.
- Długość szprychy: 175mm